# Barang (Jumo)
Barang is een bestuurslaag in het regentschap Temanggung van de provincie Midden-Java, Indonesië. Barang telt 1397 inwoners (volkstelling 2010).